# Mecosta County
Mecosta County is een county in de Amerikaanse staat Michigan.
De county heeft een landoppervlakte van 1.439 km² en telt 40.553 inwoners (volkstelling 2000). De hoofdplaats is Big Rapids.